# Леб'яжинський сільський округ
Леб'я́жинський сільський округ (каз. Лебяжье ауылдық округі, рос. Лебяжинский сельский округ) — адміністративна одиниця у складі району Магжана Жумабаєва Північноказахстанської області Казахстану. Адміністративний центр — село Леб'яже.
Населення — 645 осіб (2021; 979 у 2009, 1330 у 1999, 1736 у 1989).
Станом на 1989 рік існувала Леб'яжинська сільська рада (села Ахметжан, Кругле, Куралай, Леб'яже). Село Ахметжан було ліквідоване 1998 року, село Кругле — 21 червня 2019 року.

## Склад
До складу округу входять такі населені пункти:
| Населений пункт | Старі назви | Населення, осіб (1989) | Населення, осіб (1999) | Населення, осіб (2009) | Населення, осіб (2021) |
| --------------- | ----------- | ---------------------- | ---------------------- | ---------------------- | ---------------------- |
| Ахметжан, село  | -           | 14                     | -                      | -                      | -                      |
| Кругле, село    | -           | 161                    | 65                     | 21                     | -                      |
| Куралай, село   | -           | 592                    | 487                    | 308                    | 228                    |
| Леб'яже, село   | -           | 969                    | 778                    | 650                    | 417                    |